# Gare de Fenain
Gare de Fenain vasútállomás Franciaországban, Fenain településen.

## Vasútvonalak
Az állomást az alábbi vasútvonalak érintik:
- Somain-Halluin-vasútvonal

## Kapcsolódó állomások
A vasútállomáshoz az alábbi állomások vannak a legközelebb: